# Tri-Cities Blackhawks 1950-1951
La stagione 1950-51 dei Tri-Cities Blackhawks fu la 2ª nella NBA per la franchigia.
I Tri-Cities Blackhawks arrivarono quinti nella Western Division con un record di 25-43, non qualificandosi per i play-off.

## Roster
| N°    | Naz.                   | Ruolo | Sportivo        | Anno | Alt. | Peso |
| ----- | ---------------------- | ----- | --------------- | ---- | ---- | ---- |
|       | Stati Uniti (bandiera) | A     | Ed Beach        | 1929 | 191  | 91   |
| 9     | Stati Uniti (bandiera) | GA    | John Hargis     | 1920 | 188  | 82   |
| 9     | Stati Uniti (bandiera) | C     | Herb Scherer    | 1928 | 206  | 96   |
| 10-15 | Stati Uniti (bandiera) | AC    | Bob Carpenter   | 1917 | 196  | 91   |
| 10    | Stati Uniti (bandiera) | AC    | Hank DeZonie    | 1922 | 198  | 98   |
| 10    | Stati Uniti (bandiera) | GA    | Ed Gayda        | 1927 | 193  | 95   |
| 11    | Stati Uniti (bandiera) | GA    | Warren Perkins  | 1924 | 191  | 86   |
| 12    | Stati Uniti (bandiera) | GA    | Tommy Byrnes    | 1923 | 191  | 79   |
| 12    | Stati Uniti (bandiera) | G     | Ray Corley      | 1928 | 183  | 82   |
| 12    | Stati Uniti (bandiera) | GA    | Gene Vance      | 1923 | 191  | 88   |
| 13    | Stati Uniti (bandiera) | G     | Frankie Brian   | 1923 | 185  | 82   |
| 14    | Stati Uniti (bandiera) | AC    | Cal Christensen | 1927 | 196  | 95   |
| 15    | Stati Uniti (bandiera) | AC    | Jack Nichols    | 1926 | 201  | 101  |
| 16    | Stati Uniti (bandiera) | C     | Harry Boykoff   | 1922 | 208  | 102  |
| 16    | Stati Uniti (bandiera) | AC    | Kleggie Hermsen | 1923 | 206  | 102  |
| 17    | Stati Uniti (bandiera) | G     | John Logan      | 1921 | 188  | 79   |
| 18    | Stati Uniti (bandiera) | GA    | Dike Eddleman   | 1922 | 191  | 86   |
| 19    | Stati Uniti (bandiera) | AC    | Mike Todorovich | 1923 | 196  | 100  |
| 20    | Stati Uniti (bandiera) | C     | Noble Jorgensen | 1925 | 206  | 103  |
| 20    | Stati Uniti (bandiera) | C     | Ed Peterson     | 1924 | 206  | 100  |

## Staff tecnico
- Allenatori: Dave MacMillan (9-14), John Logan (2-1), Mike Todorovich (14-28)